# 16 juillet 1970
Le jeudi 16 juillet 1970 est le 197e jour de l'année 1970.

## Naissances
- Éric Artiguste, joueur français de rugby à XV
- Apichatpong Weerasethakul, réalisateur, scénariste, producteur et artiste contemporain thaïlandais
- Brandon Wade, homme d'affaires américain
- Dariusz Białkowski, céiste polonais
- Elke Krystufek, artiste
- Kaspar Michel, homme politique suisse
- Paolo Rudelli, prélat catholique et nonce apostolique italien
- Pierre Wazem, auteur de bandes dessinées
- Raimonds Miglinieks, joueur de basket-ball letton
- Roberto Grau, joueur de rugby argentin
- Wang Hee-kyung, archère sud-coréenne
- Yinka Davies, chanteuse nigériane

## Décès
- Frank Nelson (né le 22 mai 1887), joueur américain de baseball
- Haim-Moshe Shapira (né le 26 mars 1902), homme politique israélien
- Hector Gratton (né le 13 août 1900), compositeur, chef d'orchestre, arrangeur, pianiste canadien

## Événements
- Création du Behesht-e Zahra, cimetière iranien
- Début des jeux du Commonwealth britannique de 1970